# Dysoxylum papuanum
Dysoxylum papuanum là một loài thực vật có hoa trong họ Meliaceae. Loài này được (Merr. & L.M.Perry) Mabb. mô tả khoa học đầu tiên năm 1985.